# Peters-Rose

Bildliche Darstellung der Peters-Rose

Die Peters-Rose ist eine von Arno Peters vorgeschlagene Matrix, die es ermöglicht, den möglichst genauen Wert eines Produkts zu berechnen, und zwar nicht über die aufgewandte Zeit, sondern über die sozial notwendige Arbeitszeit für die Gesamtausgaben, welche die Fertigstellung eines Produktes erfordert. Dieser Wert steht im Widerspruch zum Marktwert.
Nach Einschätzung von Heinz Dieterich und seiner Theorie des Sozialismus des 21. Jahrhunderts ist die Anwendung der Rose Peters’ ein neues Projekt des sozialistischen Staates, um Lohnarbeit durch kollektive Arbeit zu ersetzen, wodurch die Produktion von Waren (d. h. Gütern, die für den Markt und folglich für die Erzielung von Profit bestimmt sind) mit der Zeit tendenziell verschwinden dürfte und ebenso der Unterschied und die Kämpfe zwischen den Klassen, die Unterschiede zwischen geistiger und körperlicher Arbeit, sowie die Unterschiede zwischen Stadt und Land.